# Premio Contrepoint
El premio Contrepoint (en francés: prix Contrepoint) es un galardón literario francés creado en 1971 par un panel de jóvenes novelistas y periodistas. Destaca cada año una novela de un joven o una joven novelista en lengua francesa. Según Bertrand Labes, "ce prix fut caractérisé à sa création comme le « Goncourt des jeunes écrivains »".
El jurado está compuesto por 8 destacados intelectuales franceses: Christian Giudicelli, Dominique-Pierre Larger, Patrick Modiano, Claude Montcalm, Louis-Antoine Prat, Jean-Clément Texier y Denys Viat. Este premio tiene la particularidad de que el laureado ha de entregar un cheque con la cantidad de 1 franco a cada uno de los ocho miembros del jurado, 

Por la molestia de leer su obra pour 
 pour la peine prise à lire son œuvre

.

## Premiados
- 1972 : Elvire de Brissac por Un long mois de septembre (Grasset)
- 1973 : Bernard Matignon por Les Soldats de bois (Fayard)
- 1974 : Raphaële Billetdoux por L'Ouverture des bras de l'homme (Seuil)
- 1975 : Michel Alvès por Le Territoire (Jean-Jacques Pauvert)
- 1976 : Jack-Alain Léger por Un ciel si fragile
- 1977 : Christian Giudicelli por Les Insulaires (Seuil)
- 1978 : Catherine Rihoit por Portrait de Gabriel (Gallimard)
- 1979 : Olivier Beer por Le Chant des enfants morts (Albin Michel)
- 1980 : Jérôme Hesse por Surprenante Histoire d'un jeune homme de bonne famille (Grasset)
- 1981 : Jean-François Ferrané por Le Miroir de pierre (Flammarion)
- 1982 : Nancy Huston por Les Variations Goldberg (Seuil)
- 1983 : Gérard Pussey por L'Amour tombé du lit (Denoël)
- 1984 : Catherine David por L'Océan miniature (Seuil)
- 1985 : Thierry de Beaucé por La Chute de Tanger (Gallimard)
- 1986 : Marie Nimier por Sirène (Gallimard)
- 1987 : Élisabeth Barillé por Corps de jeune fille (Gallimard)
- 1988 : Lydie Locatelli por Cent mètres d'amour avec haies et obstacles (Albin Michel)
- 1989 : Gonzague Saint Bris por La Fayette, la Stature de la Liberté (Filipacchi)
- 1990 : Régine Michel por Les Petits Mensonges (Le Pré aux clercs)
- 1991 : Ya Ding por Le Jeu de l'eau et du feu (Flammarion)
- 1992 : Nino Ricci por Les Yeux bleus et le Serpent (Denoël)
- 1993 : Jean-Olivier Tedesco por Le Diable et le Condottiere (Grasset)
- 1994 : Louise Anne Bouchard por La Fureur (L'Âge d'Homme)
- 1996 : Justine Lévy por Le Rendez-vous (Plon)
- 1997 : Robert de Goulaine : Du côté de Zanzibar (Bartillat)
- 1998 : Jacques-Pierre Amette por Les Deux Léopards (Seuil)
- 1999 : Sylvie Derveloy por Un cœur à l'envers (Panthéon)
- 2000 : Claire Castillon pour Le Grenier (Anne Carrière)
- 2001 : Anna Gavalda por Je voudrais que quelqu'un m'attende quelque part (Le Dilettante)
- 2002 : Anne-Sophie Brasme por Respire (Fayard)
- 2003 : Émilie Frèche por Une femme normale (Ramsay)
- 2004 : Bénédicte Martin por Warm up (Flammarion)
- 2005 : Constance Debré por Un peu là beaucoup ailleurs (Le Rocher)
- 2006 : Emmanuelle Heidsieck por Notre aimable clientèle (Denoël)
- 2007 : Géraldine Maillet por Presque top model (Flammarion)
- 2008 : Alessandra Fra por Un suicide (L'Harmattan)
- 2009 : Diane de Margerie por La passion Brando (Éditions Albin Michel)
- 2010 : Valérie de Changy por Fils de Rabelais (Éditions Aden)
- 2011 : Capucine Motte por La vraie vie des jolies filles (Éditions Jean-Claude Lattès)
- 2012 : Anne Plantagenet por Nation Pigalle (Stock)
- 2013 : Nathalie Rheims por Laisser les cendres s'envoler (Léo Scheer)
- 2014 : Mathilde Janin por Riviera (Actes Sud)
- 2015 : no entregado en homenaje al miembro del jurado y Premio Nobel de Literatura 2014, Patrick Modiano.
- 2016 : Alessia Valli pour La Nostalgie du Crépuscule (Michalon)
- 2017 : Isabelle Spaak por Ça ne se fait pas y Une allure folle (Éditions des Équateurs)
- 2018 : no  entregado en recuerdo de Gonzague Saint Bris, miembro del jurado muerto en 2017.
- 2019 : Marion Ruggieri por Donne-moi la main pour traverser (Grasset) y Clarisse Gorokhoff por Casse-Gueule (Gallimard)
- 2020 : Laure Pfeffer por Si peu la fin du monde (Buchet-Chastel) y  Marie-Hélène Lafon por Le pays d'en haut (Arthaud)